# Svilajnac
Svilajnac (cyr. Свилајнац) – miasto w Serbii, w okręgu pomorawskim, siedziba gminy Svilajnac. W 2011 roku liczyło 9198 mieszkańców.